# RLVW
RLVW (Radio Land Van Waas) is een regionale radio-omroep in het Waasland (België). De radiozender is te beluisteren in Sint-Niklaas op 107,9 FM en in Lokeren op 105,9 FM. De eerste uitzendingen van Radio Land Van Waas dateren van 1 oktober 1983 met non-stop muziek. Op 1 november 1983 was de eerste officiële uitzending. Het radiostation evolueerde naar een lokale radio met al het nieuws uit het Waasland. De zender geeft elke dag een overzicht van het culturele en verenigingsleven in het Waasland.
De radiostudio bevindt zich sinds 2018 in de Entrepotstraat in Sint-Niklaas. Tot en met 31 december 2017 was RLVW te beluisteren in Sint-Niklaas op 106,4 FM. Radio Land Van Waas ontving op 1 december 2017 van de Vlaamse Regering een nieuwe erkenning om uit te zenden vanuit Lokeren en Sint-Niklaas. Door het hervormde frequentieplan wijzigde de frequentie in Sint-Niklaas van 106,4 FM naar 107,9 FM. In Lokeren bleef de frequentie ongewijzigd. Met elke zaterdag van 10u tot 12u Het Vrije Waasland.

## Programma
Radio Land Van Waas - RLVW richt zich op een publiek tussen de 25 en 55 jaar oud, met vooral aandacht voor dertigers en veertigers. Het format wordt door het radiostation "Hits & Classics" genoemd.